# Válcovny trub Chomutov
Válcovny trub Chomutov, a.s. je společnost se sídlem v Chomutově, která se zabývá především výrobou bezešvé oceli.

## Historie
Roku 1870 vznikla v Chomutově Krušnohorská železářská a ocelářská společnost, která navázala na tradiční chomutovskou hutnickou historii. Samotná historie válcoven je pak úzce spjata s německým ocelářským a průmyslovým koncernem Mannesmann, který v roce 1890 založili Max a Reinhard Mannesmannovi.
Bratři Mannesmannovi chomutovské železárny zakoupili v roce 1887, renovovali je a zavedli zde výrobu bezešvých ocelových trubek. Roku 1890 zde vyrobili celosvětově první bezešvou ocelovou trubku zdokonaleným „poutnickým“ způsobem. Bratři Mannesmannovi ji tak pojmenovali podle pouti v lucemburském Echternachu, kde se poutníci pohybovali vždy tři kroky vpřed a dva vzad – přesně tak se hýbe ve válcovací stolici bezešvou trubkou.

### Po druhé světové válce
Válcovny trub vyvázly z války a válečného bombardování bez poškození a provoz v nich pokračoval téměř bez přestávky. Válcovny se však po osvobození potýkaly s nedostatkem personálu, neboť z výroby odešli repatriovaní váleční zajatci, totálně nasazení pracující i někteří původní němečtí dělníci, kteří byli zařazeni do odsunu. Situace byla zasanována především s přispěním pracovních sil převedených ze závodu ve Svinově. Situace se stabilizovala až na konci roku 1947, kdy získal podnik zaměstnance z řad nových osídlenců pohraničí a výroba se dostala opět na předválečnou úroveň.
V rámci kolektivizace byl podnik v roce 1948 znárodněn a přejmenován na Válcovny trub, národní podnik.[zdroj?]
V březnu 1949 byl název válcoven pozměněn na Válcovny trub Gustava Klimenta.
Zajímavostí je, že chomutovské válcovny vyrobily ocelovou konstrukci pro československý pavilon na EXPO 1958 v Bruselu.[zdroj?]
Roku 1958 došlo ke sloučení se Závodem Julia Fučíka (železárna Poldi) do společného podniku Válcovny trub a železárny, národní podnik Chomutov – VTŽ. Závod VTŽ se průběžně modernizoval a rozšiřoval, kontinuálně také rostl jeho export bezešvých trub. Hlavním odběratelem potrubí, které se tu vyrábělo, byl v 60. letech Sovětský svaz, který ho použil k budování plynovodů.
V 70. letech byly VTŽ největším dodavatelem trubek z austenitické oceli, tedy vysokolegované oceli s vysokým obsahem chromu a niklu, což jí dodává zvláštní mikrostrukturu, která se nazývá austenit. Tato ocel byla určena pro využití v jaderné energetice v celém východním bloku.

### Novodobá historie
Ještě na konci 20. století patřily Válcovny trub Chomutov k největším zaměstnavatelům v okrese. Před privatizací v 90. letech zde pracovalo asi 5 700 osob. V roce 1994 byl podnik privatizován a rozdělen na tři části (Sandvik, Mannesmann a Dioss) a většina tehdejších zaměstnanců byla propuštěna. Českou firmu Dioss v roce 1997 koupil podnik Cimex, který ji vzápětí prodal Zdeňku Zemkovi do seskupení Z-Group Steel holding.
V roce 2016 došlo k vyčlenění podniku do samostatné společnosti Válcovny trub, a.s.
K roku 2019 zaměstnávaly válcovny asi 400 osob.

## Vývoj názvu společnosti napříč historií
- 1870–1889: Krušnohorská železářská a ocelářská společnost (Erzgebirgische Eisen- und Stahlwerks-gessellschaft)

- 1889–1922: Mannesmannovy válcovny trub v Chomutově (Mannesmannröhren-Walzwerks A. G. in Komotau)

- 1922–1939: Mannesmannovy válcovny trub, a. s. v Chomutově (Mannesmannröhren-Werke, A. G. Komotau)

- 1940–1945: Mannesmannovy válcovny trub, s. r. o. v Chomutově (Mannesmannröhrenwerke G.m.b.H. Komotau)

- 1945–1949: Válcovny Mannesmannových trub v Chomutově – V lednu 1946 se závod stal součástí národního podniku Spojené ocelárny Kladno.

- 1949: Válcovny trub, národní podnik se sídlem v Chomutově

- 1950–1958: Válcovny trub Gustava Klimenta v Chomutově

- 1958–1989: Válcovny trub a železa, národní podnik v Chomutově (VTŽ)

- 1990–1993: Válcovny trub

- 1993–dodnes: Válcovny trub Chomutov, a. s. – součást hutní skupiny Z-Group Steel[6][5]